# Houston Cougars
Houston Cougars – nazwa drużyn sportowych University of Houston, biorących udział w akademickich rozgrywkach w Big 12 Conference, organizowanych przez National Collegiate Athletic Association. 

## Sekcje sportowe uczelni
| Mężczyźni - baseball - bieg przełajowy (1) - futbol amerykański - golf (16) - koszykówka - lekkoatletyka | Kobiety - bieg przełajowy - golf - koszykówka - lekkoatletyka - piłka nożna - pływanie - siatkówka - softball - tenis |

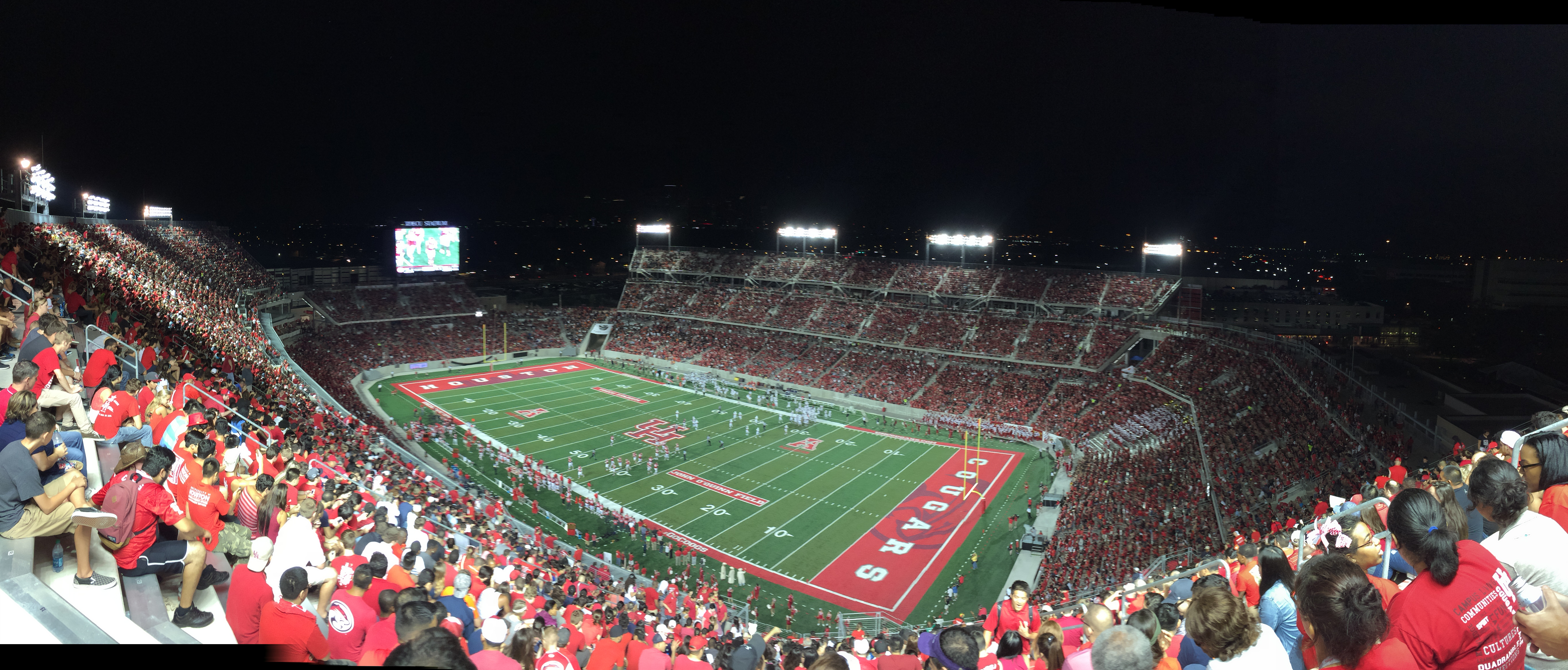
TDECU Stadium.

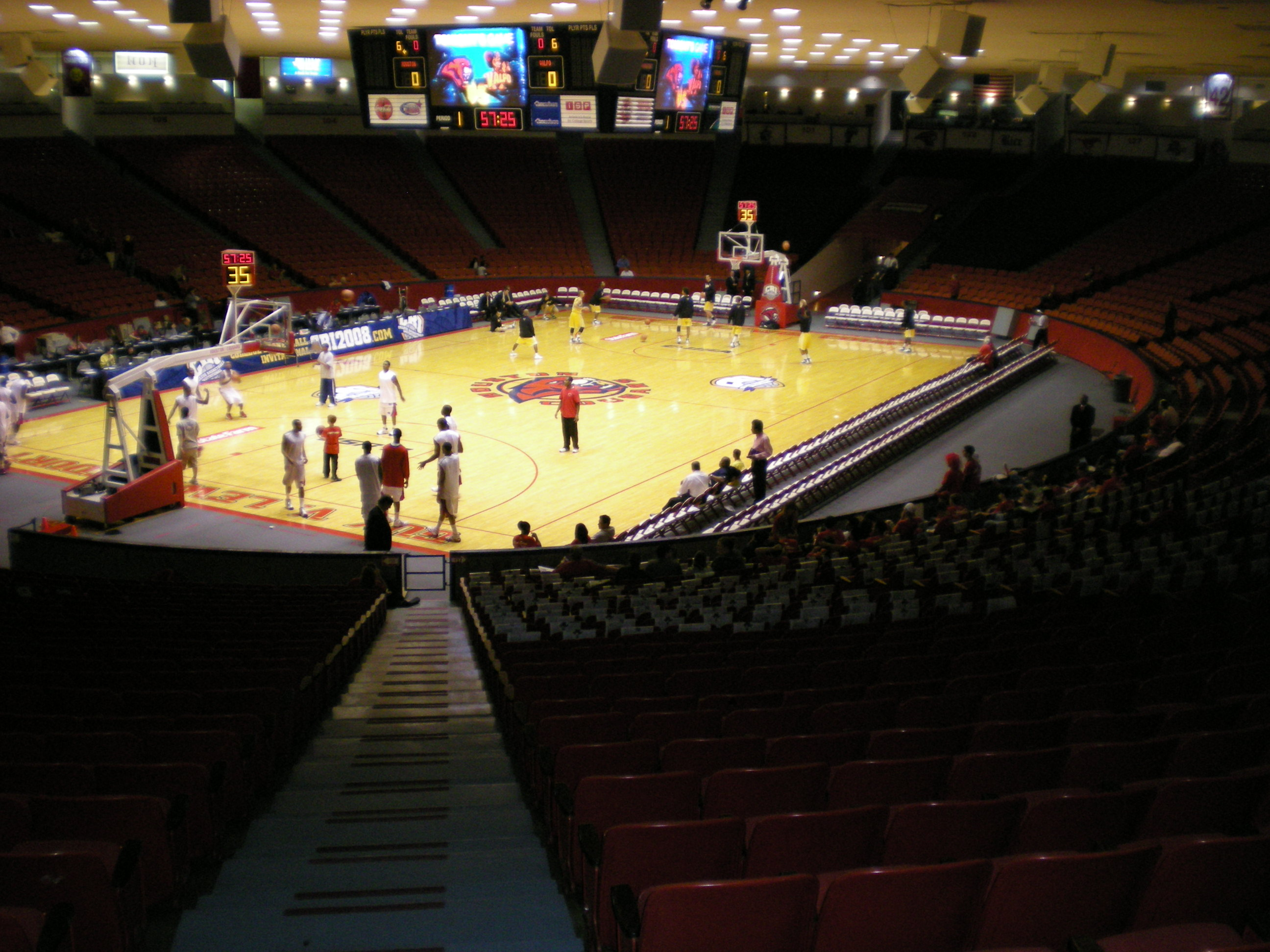
Fertitta Center.

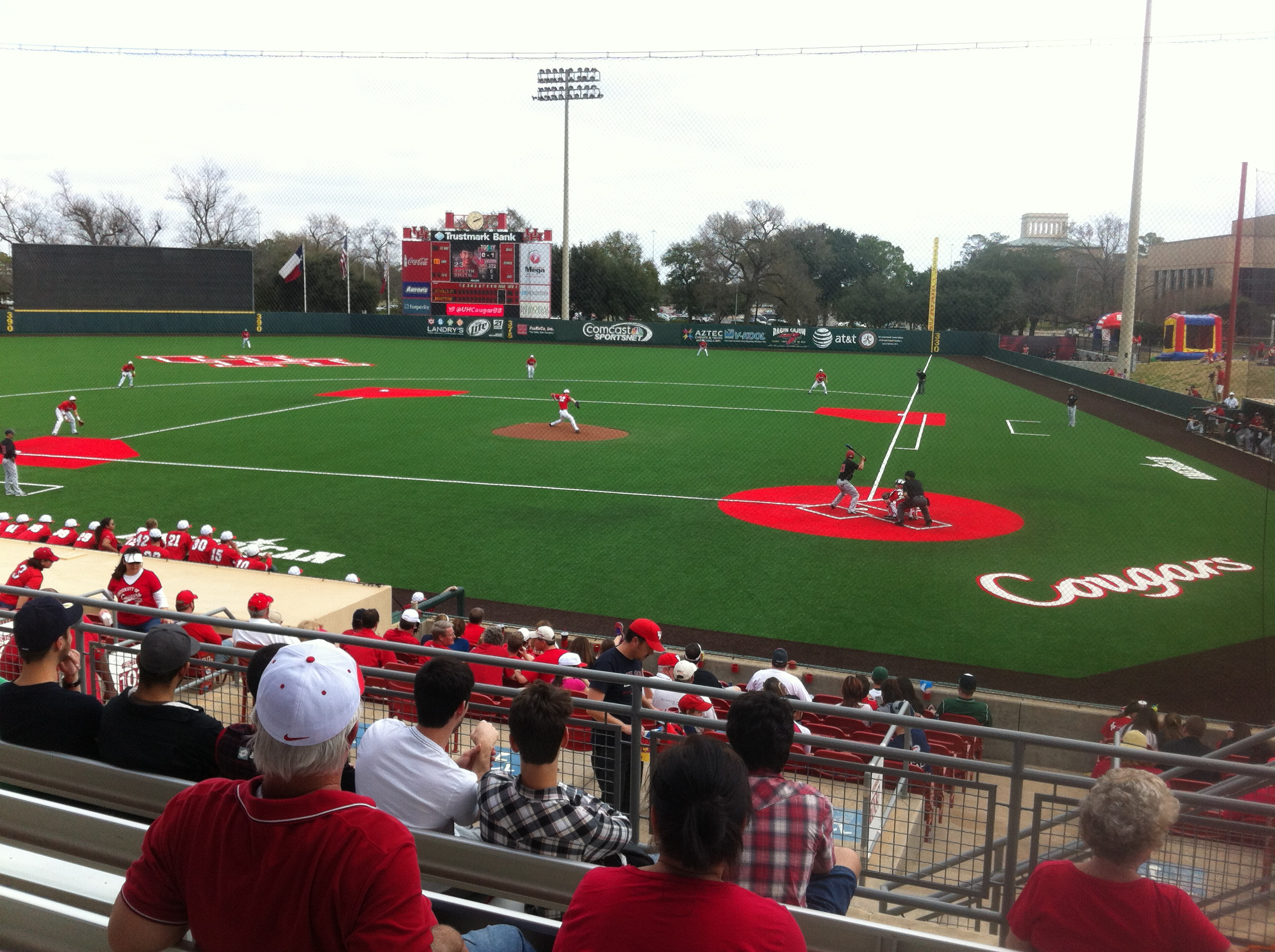
Darryl & Lori Schroeder Park.

W nawiasie podano liczbę tytułów mistrzowskich NCAA (stan na 1 lipca 2015)

## Obiekty sportowe
- TDECU Stadium – stadion futbolowy o pojemności 40 000 miejsc[2]
- Fertitta Center – hala sportowa o pojemności 7035 miejsc, w której odbywają się mecze koszykówki[3]
- Carl Lewis International Complex – stadion wielofunkcyjny, na którym odbywają się zawody lekkoatletyczne i mecze piłkarskie[4]
- Yeoman Fieldhouse – hala lekkoatletyczna o pojemności 5000 miejsc[5]
- Darryl & Lori Schroeder Park – stadion baseballowy o pojemności 3500 miejsc[6]
- Cougar Den – hala sportowa, w której odbywają się mecze siatkówki[7]
- Cougar Softball Stadium – stadion softballowy o pojemności 1200 miejsc[8]
- CRWC Natatorium – hala sportowa z pływalnią[9]
- John E. Hoff Tennis Courts – korty tenisowe[10]